# Connelles
Connelles – miejscowość i gmina we Francji, w regionie Normandia, w departamencie Eure. Przez miejscowość przepływa Sekwana. 
Według danych na rok 1990 gminę zamieszkiwały 154 osoby, a gęstość zaludnienia wynosiła 37 osób/km² (wśród 1421 gmin Górnej Normandii Connelles plasuje się na 745. miejscu pod względem liczby ludności, natomiast pod względem powierzchni na miejscu 756.).